# انتخابات الرئاسة الناميبية 1994
انتخابات الرئاسة الناميبية 1994 هي الانتخابات الرئاسية التي جرت في 1994، في ناميبيا، لانتخاب رئيس ناميبيا، فاز بالانتخابات سام نوجوما.